# 常和街
常和街（英語：Sheung Wo Street），是香港九龍城區何文田採石山的一條街道，連接常樂街。

## 地標
- 華英中學
- 基督教女青年會丘佐榮中學
- 陳瑞祺(喇沙)書院
- 香港華人基督會 （页面存档备份，存于）
- 九龍區專線小巴8號線總站
- 馬頭圍配水庫遊樂場
- 常和街休憩處

## 外部參考
1. ↑  .   [2021-09-26]. （原始内容存档于2020-03-16）.